# Урсел, Джим
Джеймс Уи́льям «Джим» У́рсел (англ. James William "Jim, Jimmy" Ursel; 22 января 1937, Виннипег — 29 сентября 2021) — канадский кёрлингист и тренер по кёрлингу.
В составе мужской сборной Канады серебряный призёр чемпионата мира 1977. Чемпион Канады среди мужчин (1977). Чемпион Канады среди ветеранов (1990, 1991).
Играл на позиции четвёртого. Неоднократно был скипом команды.
В 1979 году был введён в Зал славы канадского кёрлинга.

## Достижения
- Чемпионат мира по кёрлингу среди мужчин: серебро (1977).
- Чемпионат Канады по кёрлингу среди мужчин: золото (1977), бронза (1962, 1976).
- Чемпионат Канады по кёрлингу среди ветеранов: золото (1990, 1991).

Почётные призы:
- Команда «всех звёзд» (англ. All Star Team) мужского чемпионата Канады: 1974, 1977[6].
- Приз имени Росса Харстона за воплощение спортивного духа (англ. Ross Harstone Sportsmanship Award) мужского чемпионата Канады: 1976[6].

## Команды
| Сезон   | Четвёртый  | Третий     | Второй           | Первый         | Турниры           |
| ------- | ---------- | ---------- | ---------------- | -------------- | ----------------- |
| 1961—62 | Norm Houck | Джим Урсел | Morley Handford  | Ross Murdock   | ЧК 1962           |
| 1973—74 | Джим Урсел | Bill Ross  | Alf Berting      | Fred Topp      | ЧК 1974 (6 место) |
| 1974—75 | Джим Урсел | Арт Лобел  | Дон Эйткен       | Howie Atkinson | ЧК 1975 (6 место) |
| 1975—76 | Джим Урсел | Арт Лобел  | Дон Эйткен       | Брайан Росс    | ЧК 1976           |
| 1976—77 | Джим Урсел | Арт Лобел  | Дон Эйткен       | Брайан Росс    | ЧК 1977 · ЧМ 1977 |
| 1978—79 | Джим Урсел | Дон Эйткен | Warren Wallace   | Malcolm Turner | ЧК 1979 (7 место) |
| 1979—80 | Джим Урсел | Дон Эйткен | Lawren Steventon | Malcolm Turner | ЧК 1980 (4 место) |
| 1989—90 | Джим Урсел | Norm Houck | Stan Lamont      | Henry Kroeger  | ЧКВ 1990          |
| 1990—91 | Джим Урсел | Norm Houck | Джон Хелстон     | Stan Lamont    | ЧКВ 1991          |

(скипы выделены полужирным шрифтом)

## Результаты как тренера национальных сборных
| Год  | Турнир                                            | Команда                    | Место |
| ---- | ------------------------------------------------- | -------------------------- | ----- |
| 2004 | Тихоокеанско-азиатский чемпионат по кёрлингу 2004 | Республика Корея (мужчины) | 5     |

## Частная жизнь
Его сын Боб Урсел — кёрлингист и тренер, бронзовый призёр чемпионата Канады среди мужчин, чемпион мира среди юниоров.